# Burgess Meredith
Oliver Burgess Meredith (Cleveland, 16 november 1907 – Malibu, 9 september 1997) was een Amerikaanse televisie- en filmacteur. Voor zijn bijrol in The Day of the Locust werd hij in 1977 genomineerd voor een Academy Award en een jaar later nogmaals voor het spelen van coach Mickey Goldmill in Rocky. Zes acteerprijzen werden hem daadwerkelijk toegekend, waaronder Saturn Awards voor Magic en Clash of the Titans en een Emmy Award voor de televisiefilm Tail Gunner Joe.

## Carrière
Meredith was gedurende zijn carrière goed voor 84 optredens op het witte doek plus nog 26 rollen in televisiefilms. Verschillende personages vertolkte hij op meerdere momenten in zijn loopbaan. Zo speelde hij zowel in de film Batman (1966) als in de gelijknamige televisieserie de schurk The Penguin. Tevens was hij te zien als bokstrainer Mickey Goldmill  in zowel Rocky, Rocky II, Rocky III als Rocky V. In Grumpy Old Men (1993) en zijn allerlaatste film Grumpier Old Men speelde Meredith beide keren grootvader Gustafson. In de jaren 50 verstoorde politicus Joseph McCarthy zijn loopbaan een tijd omdat deze hem vanwege zijn liberale denkbeelden op een zwarte lijst plaatste.

## Overlijden
Meredith stierf op 89-jarige leeftijd lijdend aan melanoom en de ziekte van Alzheimer. Hij liet daarbij zijn echtgenote Kaja Sundsten achter, met wie hij sinds 1950 was getrouwd en met wie hij zoon Jonathan en dochter Tala kreeg. Sundsten was zijn vierde echtgenote, nadat hij eerder trouwde met Helen Derby (1933-1935), Margaret Perry (1936-1938) en actrice Paulette Goddard (1944-1950).

## Filmografie
*Exclusief 26 televisiefilms
| - Grumpier Old Men - (1995) - Across the Moon - (1995) - Tall Tale - (1995) - Camp Nowhere - (1994) - Grumpy Old Men - (1993) - Rocky V - (1990) - Oddball Hall - (1990) - State of Grace - (1990) - The Wickedest Witch - (1989) - Full Moon in Blue Water - (1988) - Hot to Trot - (1988, stem) - King Lear - (1987) - G.I. Joe: The Movie - (1987) - Santa Claus - (1985) - Twilight Zone: The Movie - (1983, stem) - Rocky III - (1982) - True Confessions - (1981) - Clash of the Titans - (1981) - The Last Chase - (1981) - Final Assignment - (1980) - When Time Ran Out... - (1980) - Rocky II - (1979) - The Great Bank Hoax - (1978) - Magic - (1978) - Foul Play - (1978) - The Manitou - (1978) - Golden Rendezvous - (1977) - The Sentinel - (1977) - Rocky - (1976) - Burnt Offerings - (1976) - The Hindenburg - (1975) - The Master Gunfighter - (1975) - 92 in the Shade - (1975) - The Day of the Locust - (1975) - Hay que matar a B. - (1975, aka B Must Die) - Golden Needles - (1974) - The Man - (1972) - Beware! The Blob - (1972) - A Fan's Notes - (1972) - Such Good Friends - (1971) - Clay Pigeon - (1971) - The Father - (1971) | - There Was a Crooked Man... - (1970) - The Yin and the Yang of Mr. Go - (1970) - The Reivers - (1969, stem) - Hard Contract - (1969) - Mackenna's Gold - (1969) - Skidoo - (1968) - Stay Away, Joe - (1968) - Torture Garden - (1967) - Hurry Sundown - (1967) - The Crazy-Quilt - (1966, stem) - Batman - (1966) - A Big Hand for the Little Lady - (1966) - Madame X - (1966) - In Harm's Way - (1965) - The Cardinal - (1963) - Advise & Consent - (1962) - Man on the Run - (1958) - Joe Butterfly - (1957) - Works of Calder - (1950, stem) - Golden Arrow - (1949) - The Man on the Eiffel Tower - (1949) - Jigsaw - (1949) - On Our Merry Way - (1948) - Mine Own Executioner - (1947) - Magnificent Doll - (1946) - The Diary of a Chambermaid - (1946) - A Walk in the Sun - (1945, stem) - Story of G.I. Joe - (1945) - Salute to France - (1944) - The Rear Gunner - (1943) - Street of Chance - (1942) - Tom Dick and Harry - (1941) - That Uncertain Feeling - (1941) - San Francisco Docks - (1940) - Second Chorus - (1940) - Castle on the Hudson - (1940) - Of Mice and Men - (1939) - Idiot's Delight - (1939) - Spring Madness - (1938) - There Goes the Groom - (1937) - Winterset - (1936) - The Scoundrel - (1935) |

## Televisieseries
*Exclusief eenmalige gastrollen
- Gloria - Dr. Willard Adams (1982-1983, 21 afleveringen)
- Search - Cameron (1972-1973, dertien afleveringen)
- Batman - The Penguin (1966-1968, 21 afleveringen)
- Rawhide - Hannibal H. Plew (1961-1964, vier afleveringen)
- 77 Sunset Strip - Vincent Marion (1963, vijf afleveringen)
- The Twilight Zone - Henry Bemis (1959-1963, vier afleveringen)

- Bibsys: 3007452
- Biblioteca Nacional de España: XX1306533
- Bibliothèque nationale de France: cb14064449c (data)
- Catàleg d'autoritats de noms i títols de Catalunya: 981058608327606706
- Gemeinsame Normdatei: 119191563
- International Standard Name Identifier: 0000 0001 2143 9774
- Library of Congress Control Number: n81074396
- MusicBrainz: 9845489e-f12a-422a-9e53-d5a78ff11247
- National Archives and Records Administration: 10567878
- Nationale Bibliotheek van Tsjechië: xx0103126
- Nationale bibliotheek van Australië: 36234712
- Nationale Bibliotheek van Israël: 987007876283905171
- Nationale Bibliotheek van Polen: a0000002409079
- Nederlandse Thesaurus van Auteursnamen: 072612452
- SNAC: w69g665f
- Système universitaire de documentation: 090190157
- Trove: 1234316
- Virtual International Authority File: 94475045
- WorldCat: E39PBJgmRcvc7w7dxvwr3W4rMP